# Hayashi Tadamasa

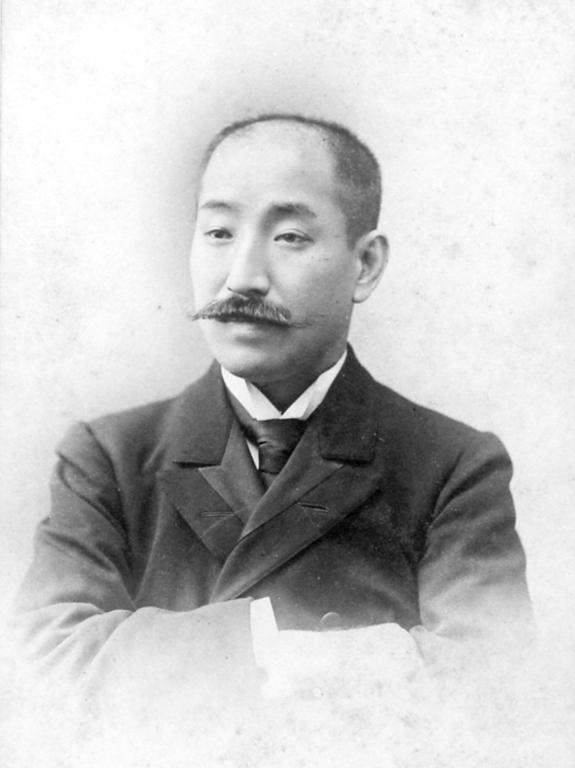
Hayashi Tadamasa

Hayashi Tadamasa (jap. 林 忠正; * 7. Dezember 1853 in Takaoka, Provinz Etchū (heute: Präfektur Toyama), Japan; † 10. April 1906 in Japan) war ein japanischer Kunsthändler, der Europa mit der traditionellen japanischen Kunst, wie z. B. dem Ukiyo-e bekannt machte.

## Leben
Tadamasa entstammte einer Arztfamilie in Nagasaki, wurde jedoch als Kind von der adeligen Familie Hayashi aus dem Han Toyama adoptiert. Er lernte früh Fremdsprachen und besuchte die Universität Tokio. 1878 kam er nach Paris als angestellter Dolmetscher für den japanischen Kunsthändler und Auktionator Wakai Kenzaburō zur Weltausstellung. Hier traf er auf Persönlichkeiten wie die Brüder Goncourt und entschied sich in Europa zu bleiben. Er gründete mit japanischen Partnern eine Firma für den Import von Kunstwerken aus dem Fernen Osten und für japanische Drucke und Holzschnitte.
Hayashi war 1886 der Verfasser einer Ausgabe der Pariser Zeitschrift Paris Illustré. Die Titelseite der Ausgabe wurde für Vincent van Gogh als Vorlage für sein Ölgemälde Die Kurtisane verwendet, das heute im Van-Gogh-Museum in Amsterdam zu sehen ist.

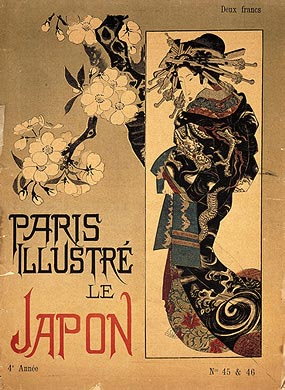
Titelseite: Paris Illustré "Le Japon' vol. 4, Mai 1886, no. 45–46

Für die Vorbereitungen seines Heimatlandes an der Weltausstellung Paris 1889 wurde Hayashi zum engagierten Mitglied des japanischen Kommissariats. 1890 eröffnete Hayashi seine eigene Verkaufsgalerie in Paris, die zum Mittelpunkt einer Künstlergemeinde mit Interesse am Japonismus wurde. Zu seinen Bekannten gehörten Künstler wie Edgar Degas, Claude Monet und Camille Pissarro, sowie der Juwelier Vever.
Hayashi zeigte 1893 bei der World’s Columbian Exposition in Chicago unter anderem 12 Bronzen mit Falken verschiedener japanischer Künstler. Bei der Weltausstellung Paris 1900 war Hayashi als Generalkommissar für den japanischen Pavillon zuständig. Hier konnte er verschiedene nationale Schätze seiner Heimat zeigen, unter anderem auch die persönliche Kunstsammlung des regierenden Tennō Meiji.
Hayashi war seit den 1880er Jahren als Verkäufer von Ostasiatika und Verfasser von Beiträgen zu Ausstellungskatalogen oder auch von Auktionsverzeichnissen bekannt. 1900 war er Generalkommissar der japanischen Kunstabteilung bei der Weltausstellung in Paris. Er arbeitete auch mit Dr. George Frederick Kunz und Heber R. Bishop zusammen, um den Katalog für die berühmte Jadesammlung zu schreiben und zu erstellen, die 1902 dem Metropolitan Museum of Art geschenkt wurde.
Er wurde zum Vermittler des Impressionismus in Japan und reiste oft von Europa nach Japan und verstarb in seiner Heimat auf einer dieser Reisen.

## Veröffentlichungen
- Vorwort in: Histoire de l’art du Japon publié par la Commission impériale du Japon à l’Exposition Universelle de Paris, 1900. M. de Brunhoff, Paris 1900 (Digitalisat).

## Kataloge seiner Sammlung
- Catalogue d'une collection de gardes de sabres japonaises au Musée du Louvre. Don de Tadamasa Hayashi de Tokio. Hayashi, Paris 1894.
- Catalogue d’une collection de dessins et eaux-fortes par Paul Renouard. Cette collection est destinée à être offerte par Tadamasa Hoyashi à un musée de Tokio sur l'Art européen. Exposition à la Bodinière 18 rue Saint-Lazare du 17 au 31 Mai 1894 Gillot, Paris 1894.
- Siegfried Bing: Collection Hayashi. Objets d’art et peintures de la Chine et du Japon. Deuxième partie, dont la vente aura lieu du lundi 16 février au samedi 21 février 1903, à l’Hôtel Drouot. Paris 1903 (Digitalisat).
- Raymond Koechlin, Ernst Grosse, Raphaël Collin: Illustrated catalogue of the important collection of paintings, water colors, pastels, drawings and prints collected by the Japanese connoisseur the late Tadamasa Hayashi of Tokyo, Japan. American Art Association, New York 1913 (archive.org).